# Finanz Informatik
Koordinaten: 50° 6′ 54,2″ N, 8° 38′ 10,8″ O
Die Finanz Informatik GmbH & Co. KG ist der Digitalisierungspartner der Sparkassen-Finanzgruppe. Gemessen am Umsatz ist sie damit der viertgrößte IT-Dienstleister Deutschlands.

## Entstehung und Unternehmensgeschichte
Die Finanz Informatik ist der aus dem Zusammenschluss von Sparkassen Informatik und FinanzIT entstandene IT-Dienstleister der Sparkassenorganisation in Deutschland. Aus den ehemals elf eigenständigen Rechenzentren der Sparkassenorganisation entstand durch eine Reihe von Fusionen und Zusammenschlüssen in den Jahren von 1997 bis 2008 die Finanz Informatik.
Die Fusion von Sparkassen Informatik und FinanzIT zur Finanz Informatik wurde am 15. Juli 2008 in Frankfurt bekanntgegeben und trat rückwirkend zum 1. Januar 2008 am 1. Oktober 2008 in Kraft. Beide Gesellschaften behaupteten von sich, die größere zu sein, was auch, je nach Kriterium, zutrifft. So betreute die Sparkassen Informatik mehr Sparkassen, hatte mehr Mitarbeiter, höheren Umsatz und mehr Buchungsposten, dagegen war die kumulierte Bilanzsumme der von FinanzIT betreuten Sparkassen und Landesbanken höher.
| Zahlen & Fakten (Stand 31. Dezember 2007) | FinanzIT | Sparkassen Informatik |
| ----------------------------------------- | -------- | --------------------- |
| Gesamterlöse in Mio. Euro                 | 600,8    | 956,1                 |
| Mitarbeiter                               | 2.220    | 3.627                 |
| Buchungsposten (ca. in Mrd.)              | 5,0      | 6,2                   |
| Anzahl der betreuten Sparkassen           | 147      | 299                   |
| Bilanzsumme (Mrd. Euro)                   | 864      | 721                   |

Die nachfolgende Tabelle bietet einen Überblick über die zahlreichen Fusionen der elf Ursprungsgesellschaften zur Finanz Informatik.
| Gründung       | Unternehmen           | Unternehmen           | Unternehmen            | Unternehmen            | Unternehmen           | Unternehmen           | Unternehmen           | Unternehmen       | Unternehmen       | Unternehmen       | Unternehmen       |
| -------------- | --------------------- | --------------------- | ---------------------- | ---------------------- | --------------------- | --------------------- | --------------------- | ----------------- | ----------------- | ----------------- | ----------------- |
| früher         | SIG                   | SRZ                   | RHSO                   | BWS                    | DVG                   | RWSO                  | IZB SOFT              | dvs               | dvg               | SIK               | nbg               |
| 16. Juni 1998  | SIS-West              | SIS-West              | RHSO                   | BWS                    | DVG                   | RWSO                  | IZB SOFT              | dvs               | dvg               | SIK               | nbg               |
| 1. Januar 1999 | SIS-West              | SIS-West              | Informatik Kooperation | Informatik Kooperation | DVG                   | RWSO                  | IZB SOFT              | dvs               | dvg               | SIK               | nbg               |
| 1. Januar 2000 | SIS-West              | SIS-West              | Informatik Kooperation | Informatik Kooperation | SI-BW                 | SI-BW                 | IZB SOFT              | dvs               | dvg               | SIK               | nbg               |
| 1. Januar 2001 | Sparkassen Informatik | Sparkassen Informatik | Sparkassen Informatik  | Sparkassen Informatik  | Sparkassen Informatik | Sparkassen Informatik | IZB SOFT              | dvs               | dvg               | SIK               | nbg               |
| 1. Januar 2003 | Sparkassen Informatik | Sparkassen Informatik | Sparkassen Informatik  | Sparkassen Informatik  | Sparkassen Informatik | Sparkassen Informatik | IZB SOFT              | FinanzIT          | FinanzIT          | FinanzIT          | FinanzIT          |
| 1. Januar 2006 | Sparkassen Informatik | Sparkassen Informatik | Sparkassen Informatik  | Sparkassen Informatik  | Sparkassen Informatik | Sparkassen Informatik | Sparkassen Informatik | FinanzIT          | FinanzIT          | FinanzIT          | FinanzIT          |
| 1. Januar 2008 | Finanz Informatik     | Finanz Informatik     | Finanz Informatik      | Finanz Informatik      | Finanz Informatik     | Finanz Informatik     | Finanz Informatik     | Finanz Informatik | Finanz Informatik | Finanz Informatik | Finanz Informatik |

### Ursprungsunternehmen

#### SIG – Sparkassen-Informatik-Gesellschaft Rheinland-Pfalz mbH
Die Sparkassen-Informatik-Gesellschaft Rheinland-Pfalz mbH, Mainz wurde 1988 gegründet (aus dem seit 1975 bestehenden SRM, Sparkassen-Rechenzentrum Mainz) und fusionierte am 16. Juni 1998 zum SIS-West.
Ehemaliger Standort: Mainz

#### SRZ Rheinland – Sparkassen-Rechenzentrum Rheinland
Das Sparkassen-Rechenzentrum mit den Standorten Köln und Duisburg wurde 1970 gegründet und bestand bis zur Fusion zum SIS-West am 16. Juni 1998.

#### RHSO – Rechenzentrum der hessischen Sparkassenorganisation
Das Rechenzentrum der hessischen Sparkassenorganisation wurde 1977 in Frankfurt (Main) gegründet. Im Jahr 1995 wurde der Sitz nach Offenbach-Kaiserlei verlegt. Bereits seit der Gründung war die BWS – Buchungszentrale westfälisch-lippischer Sparkassen – nach Angabe des RHSO wichtigster Partner. Mit dieser fusionierte das RHSO am 1. Januar 1999 zur Informatik Kooperation.

#### BWS – Buchungszentrale der westfälisch-lippischen Sparkassen
Standort: Münster, gegründet 1968

#### DVG – Gesellschaft für Datenverarbeitung der badischen Sparkassenorganisation
Die DVG – Gesellschaft für Datenverarbeitung der badischen Sparkassenorganisation wurde 1972 in Mannheim gegründet. Im Jahr 2000 fusionierte sie mit der RWSO zur SI-BW Sparkassen-Informatik Baden-Württemberg.
Ehemaliger Standort: Karlsruhe

#### RWSO – Rechenzentrum der württembergischen Sparkassenorganisation
Die RWSO (Rechenzentrum der württembergischen Sparkassenorganisation) wurde 1970 vom Württembergischen Sparkassenverband in Stuttgart gegründet. Im Jahr 1989 erfolgte der Umzug des Hauptsitzes nach Fellbach. Die RWSO bestand bis zur Fusion zur SI-BW Sparkassen-Informatik Baden-Württemberg im Jahr 2000. Zwischenzeitlich firmierte sie als Informatikgesellschaft der württembergischen Sparkassenorganisation.
Ehemaliger Standort: Stuttgart-Fellbach

#### BBS – Buchungszentrale bayrischer Sparkassen
Die BBS – Buchungszentrale bayrischer Sparkassen wurde 1975 vom Bayerischen Sparkassen- und Giroverband zu einem Verbandsrechenzentrum erhoben. 1984 versorgte die BBS 111 von 116 in Bayern ansässigen Sparkassen mit Rechenleistung. Sie ging 1994 in der IZB-Software und IZB (Produktion) auf. 2006 fusionierte die IZB SOFT mit der Sparkassen Informatik.
Ehemaliger Standort: München.

#### Dvs – Datenverarbeitungsgesellschaft Sparkassenorganisation mbH
Die Datenverarbeitungsgesellschaft Sparkassenorganisation mbH (dvs) versorgte alle ostdeutschen Sparkassen mit Datendienstleistungen. Sie ging im Zuge der Deutschen Wiedervereinigung 1990 in Berlin aus dem VEB Datenverarbeitung der Finanzorgane der DDR (VEB DvF) hervor. Der 1969 gegründete VEB DvF betreute die EDV für alle Finanzorgane, das umfasste alle Kreditinstitute einschließlich der Sparkassen, den Staatshaushalt, die Steuern und die Institute des Versicherungswesens der DDR. 1990 nannte sich der VEB DvF um in „DGW – Datenverarbeitung der Geldwirtschaft“. Große Teile des Betriebs gingen in die dvs mit Rechenzentren in Berlin und Leipzig über, weitere Teile wurden als „DGW-Datennetze, Gerätetechnik-Vertrieb und Wartungsdienst mbH“ ausgegliedert. Im Zuge eines breiteren Konzentrationsprozesses in der Datenverarbeitung der Sparkassen schloss sich 2003 die dvs mit der dvg, nbg und der SIK zur FinanzIT zusammen.
Gründung: 1969/1990
Ehemaliger Standort: Berlin

#### Dvg – Datenverarbeitungsgesellschaft mbH
Die Datenverarbeitungsgesellschaft mbH (dvg) wurde 1970 ursprünglich als „Datenverarbeitungsgesellschaft der niedersächsischen Sparkassenorganisation mbH“ gegründet. Im Zeitraum von 1975 bis 1990 erweiterte sich die Zusammenarbeit mit den Nord- und Süd-Rechenzentren zum Kooperationsverbund, unter anderem übernahm die dvg die Datendienstleistung für die Sparkasse West-Berlins. 1990 gelang es der dvg, sich den Versorgungsauftrag für die Sparkassen in Ostdeutschland zu sichern, wozu der Kooperationsverbund auf die dvs ausgeweitet wurde. 1994 erfolgte die Fusion mit der DVG Kiel. Die Rechenzentren des Kooperationsverbunds fusionierten im Jahr 2003 zur FinanzIT.
Ehemalige Standort: Hannover, Kiel

#### VRZ des Saarlands
Das Verbandsrechenzentrum Saarbrücken nahm zum 1. Juli 1970 übergangsweise in kleinerem Umfang seine Tätigkeit in der Stadtsparkasse Saarbrücken auf. 1972 ging das Großrechenzentrum in der Saarbrücker Wartburg in Betrieb.
Ehemaliger Standort: Saarbrücken

### Zwischenschritte

#### IZB SOFT – Informatik-Zentrum Bayern Software-Gesellschaft der bayerischen Sparkassen GmbH & Co KG
Die IZB-Soft GmbH & Co. KG wurde am 1. Januar 1994 gegründet. Sie ging aus den regional geprägten Buchungsgemeinschaften der bayerischen Sparkassen (BuGe Rosenheim, BuGe Dachau/Fürstenfeldbruck/Landshut, BuGe Murnau, BuGe Süd, BuGe Kempten, BuGe Nürnberg, BuGe Bamberg, BuGe Münchberg, BuGe Oberpfalz, BuGe Unterfranken)  hervor. Als IT-Dienstleister entwickelte, implementierte und pflegte die IZB SOFT IT-Systeme und Anwendungen im Auftrag von 78 bayerischen Sparkassen, der Deutschen Kreditbank und österreichischen Instituten. An den Standorten in Haar bei München und Nürnberg beschäftigte die IZB SOFT rund 900 Mitarbeiter.
Das Leistungs- und Produktportfolio umfasste das Entwickeln und Bereitstellen von Finanzdienstleistungs-Software sowie die Beratung und Betreuung der eigenen Kunden.
Die IZB SOFT unterstützte alle Geschäftsprozesse der Sparkassen – angefangen bei Anwendungen für den medialen Vertrieb und die Banksteuerung über Beratungssysteme bis hin zu Personal-, Unterstützungs- und Kernbanksystemen. Die Anwendungen wurden von den Bereichen des Produktmanagements in Zusammenarbeit mit den Entwicklungseinheiten weiterentwickelt.
Die IZB SOFT griff neue Entwicklungen des Finanz- und IT-Marktes auf und setzte sie in IT-Lösungen für die Kunden um. Gleichzeitig sicherte sie gemeinsam mit ihrer Tochtergesellschaft IZB Informatik-Zentrum die Stabilität und Verfügbarkeit des IT-Betriebs.
Die IZB SOFT war bis zu ihrer Fusion mit der Sparkassen Informatik am 1. Januar 2006 (Rechtskraft am: 1. September 2006) am Rechenzentrum IZB Informatik-Zentrum und an der Star Finanz, einem Anbieter für Homebanking-Produkte, mit 50 Prozent beteiligt. An dem Unternehmen für die Abwicklung des beleglosen Zahlungsverkehrs, SZB Service Zentrum Bayern, hielt die IZB SOFT 95 Prozent und am SIZ, dem Informatikzentrum der Sparkassen-Finanzgruppe, fünf Prozent. Diese Anteile sind bei der Fusion an die Sparkassen Informatik übergegangen.

#### SIK – Sparkassen Informations- und Kommunikationsservice GmbH
Gründung: 1993

#### NBG – Netzbetriebsgesellschaft mbH
Gründung: 1997 als Netzwerk-Tochtergesellschaft der dvg und dvs.
Die nbg vereinte die beiden Netzwerkbereiche der Mutterfirmen.
Standorte der nbg waren Berlin, Hannover, Leipzig und Saarbrücken.

#### SIS-West
Gründung 16. Juni 1998 aus SIG und SRZ

#### Informatik Kooperation
Gründung 1. Januar 1999 aus RHSO und BWS

#### SI-BW
Gründung 1. Januar 2000 aus DVG und RWSO

#### Sparkassen Informatik
Die Sparkassen Informatik GmbH & Co. KG war – neben der FinanzIT – einer der beiden verbleibenden IT-Dienstleister der Sparkassen-Finanzgruppe und ist zum 1. September 2008 (rechtlich rückwirkend zum 1. Januar 2008) in der Finanz Informatik aufgegangen.

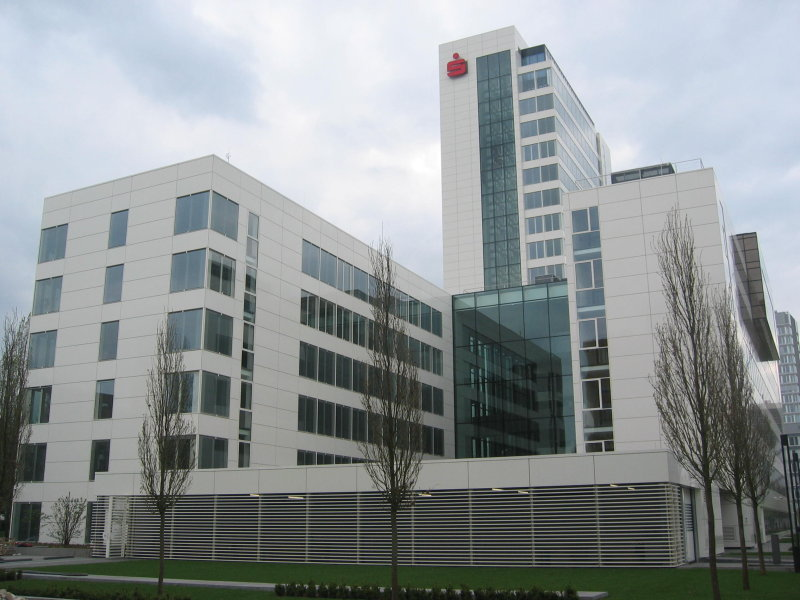
Hauptsitz der Finanz Informatik, Außenansicht
Hauptsitz der Finanz Informatik, Innenansicht
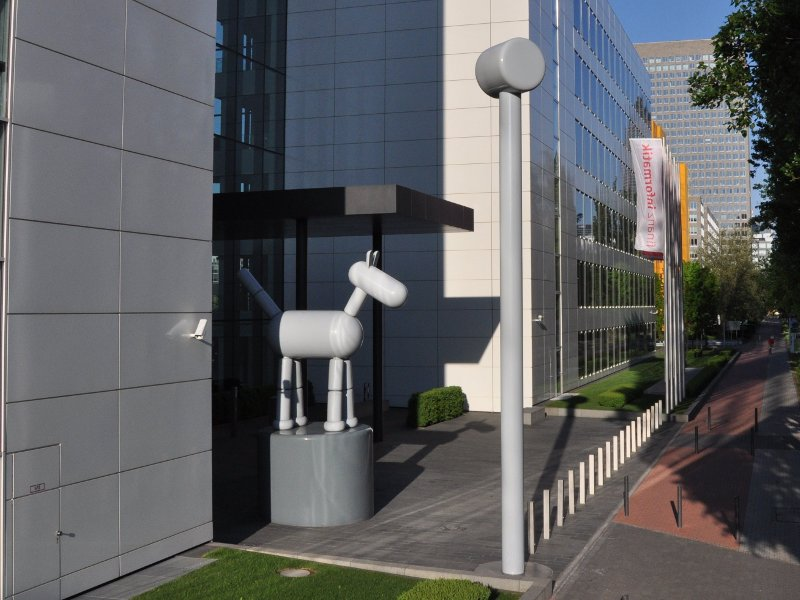
Hauptsitz der Finanz Informatik, Haupteingang mit Kunstwerk „Morse by Horse“

Die Sparkassen Informatik entstand zum 1. Januar 2001 aus der Fusion mehrerer Rechenzentren der Sparkassen-Finanzgruppe. Fusionspartner waren die SI-BW (Karlsruhe), die SIS West (Duisburg) und die Informatik Kooperation (Münster). Im Jahr 2006 fusionierte die Sparkassen Informatik mit der IZB SOFT (München), dem damaligen IT-Dienstleister der Sparkassen in Bayern. Die Fusion fand rückwirkend zum 1. Januar 2006 statt und wurde am 1. September 2006 rechtskräftig. Im Oktober 2006 übernahm die Sparkassen Informatik zudem 100 Prozent der Anteile der Produktionsgesellschaft IZB.
Der Sitz der Gesellschaft war Frankfurt am Main. Bedingt durch die Fusion aus dem Jahr 2001 gab es noch weitere Niederlassungen in Duisburg, Fellbach, Karlsruhe, Köln, Mainz und Münster. Im Zuge der Fusion mit der IZB Soft war der Standort München (inklusive Außenstelle in Nürnberg) dazugekommen. Am 4. Dezember 2006 beschlossen die Gesellschafter des Unternehmens, die Standorte Duisburg, Köln, Karlsruhe und Mainz zum 30. September 2008 zu schließen und die Aufgaben an den verbleibenden Standorten Frankfurt (Sitz), Fellbach, München und Münster zu bündeln. Hierfür wurden an den Standorten Fellbach und Münster Anbau- und Anmietungsmaßnahmen vorgenommen, am Hauptsitz des Unternehmens in Frankfurt wurden zusätzliche Flächen angemietet. Den betroffenen Mitarbeitern wurden Arbeitsplätze an diesen verbleibenden Standorten angeboten. Nach einem mehrwöchigen Streik wurden im Oktober 2007 mit dem Abschluss eines Tarifsozialplanes nach intensiven Verhandlungen mit den Arbeitnehmervertretern Regelungen für die Umsetzung der Standortbündelung getroffen. Wesentliche Elemente dieser Vereinbarungen sind Mobilitäts- und Umzugspauschalen, flexible neue Arbeitszeitmodelle sowie Abfindungsangebote. Von den insgesamt 1300 von der Standortkonsolidierung betroffenen Mitarbeiterinnen und Mitarbeitern haben mehr als 1000 das Angebot, an einen anderen Standort der Sparkassen Informatik zu wechseln, angenommen (Zahlen Stand 30. Juni 2008). Das Unternehmen Sparkassen Informatik beschäftigte inklusive des 100-prozentigen Tochterunternehmens IZB 3438 Mitarbeiter (in Vollzeitstellen; Stand 30. Juni 2008).
Der Geschäftszweck war unter anderem die Betreuung und die Bereitstellung von IT-Infrastruktur, Rechenzentrumskapazitäten und Software für damals (30. Juni 2008) 299 Sparkassen in Baden-Württemberg, Bayern, Hessen, Nordrhein-Westfalen und Rheinland-Pfalz.
Die Sparkassen Informatik wurde in der Rechtsform der GmbH & Co. KG geführt. Kommanditisten waren IZB SOFT Verwaltungs-GmbH & Co. KG (München), Rheinischer Sparkassen- und Giroverband (Düsseldorf), SI-BW Beteiligungsgesellschaft mbH & Co. KG (Karlsruhe), Sparkassen- und Giroverband Hessen-Thüringen (Frankfurt/Erfurt), Sparkassenverband Rheinland-Pfalz (Mainz), Westfälisch-Lippischer Sparkassen- und Giroverband, (Münster). Gesellschafter der Komplementär-GmbH, der Sparkassen Informatik Verwaltungsgesellschaft mbH, waren die vier Sparkassen-Verbände, die auch Kommanditisten sind, sowie der Sparkassenverband Baden-Württemberg und der Sparkassenverband Bayern.
Organe der Sparkassen Informatik waren die Gesellschafterversammlung der GmbH und der GmbH & Co. KG, der Aufsichtsrat und die Geschäftsführung. Daneben wurden der Anwendungsplanungsausschuss, der Preisausschuss und das „Sparkassen-Board“ als Beratungs- und Beschlussgremien eingerichtet.
Die Geschäftsführung bestand aus Fridolin Neumann (Vorsitzender), Franz-Theo Brockhoff (stellvertretender Vorsitzender), Werner Brunner (stellvertretender Vorsitzender), Uwe Katzenburg (stellvertretender Vorsitzender), Willi Bär, Horst Frick (bis 30. Juni 2007) und Harald Lux.
Am Freitag, dem 21. Dezember 2007, hatte die mit Gesellschaftervertretern beider Häuser besetzte Verhandlungskommission eine Absichtserklärung zur Gründung eines gemeinsamen IT-Dienstleisters für die Sparkassen-Finanzgruppe verabschiedet. Am 28. April 2008 (FinanzIT) beziehungsweise am 30. Mai 2008 (Sparkassen Informatik) stimmten die zuständigen Gremien beider Häuser dieser Fusion auf Basis eines zuvor gemeinsam erarbeiteten Fusionskonzeptes zu. Mitte Juli 2008 erfolgte die Vertragsunterzeichnung; die Fusion zwischen Sparkassen Informatik und FinanzIT erfolgt rückwirkend zum 1. Januar 2008. Am 15. Juli 2008 wurde diese Fusion im Beisein des Präsidenten des Deutschen Sparkassen- und Giroverbandes, Heinrich Haasis, der Aufsichtsratsvorsitzenden beider Unternehmen, Rolf Gerlach (Präsident des Sparkassenverbandes Westfalen-Lippe) und Claus Friedrich Holtmann (Präsident des Ostdeutschen Sparkassenverbandes), sowie der Vorsitzenden der Geschäftsführungen beider Häuser, Fridolin Neumann (Sparkassen Informatik) und Klaus-Peter Kubiak (FinanzIT), bekanntgegeben.
Nach der Vereinheitlichung der IT-Systeme, die nach rund fünf Jahren abgeschlossen sein soll, wird mit Einsparungen von über 200 Millionen Euro jährlich gerechnet.

#### FinanzIT
Die FinanzIT entstand rückwirkend zum 1. Januar 2003 aus der Fusion der Sparkassen-IT-Dienstleister dvg, dvs, sik und nbg und war – neben der Sparkassen Informatik – einer der beiden verbleibenden IT-Dienstleister der Sparkassen-Finanzgruppe. Das Geschäftsgebiet lag in Nord- und Ostdeutschland sowie im Saarland. Sie ist zum 1. Januar 2008 in der Finanz Informatik aufgegangen.

Verteilung der Geschäftsanteile
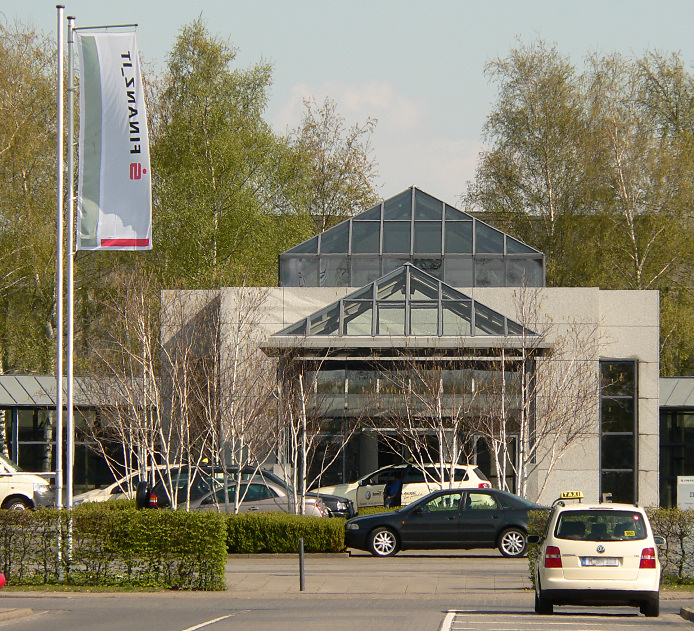
Eingangsbereich der Firmengebäude in Hannover
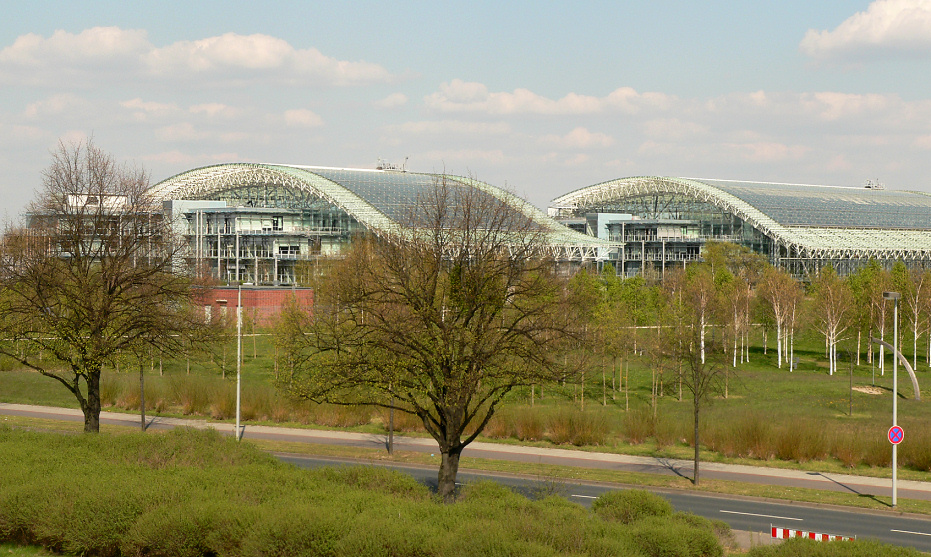
Firmengebäude in Hannover am Kronsberg

Die Gesellschaftsanteile waren zwischen den Landesbanken Norddeutsche Landesbank (Nord/LB, 15,6 %), HSH Nordbank (6,0 %), Landesbank Berlin (LB Berlin, 15,0 %), Bremer Landesbank (Bremer LB, 10,4 %), Landesbank Saar (SaarLB, 3,0 %) und den Sparkassenverbänden Sparkassenverband Niedersachsen (SVN) (16,5 %), Sparkassen- und Giroverband für Schleswig-Holstein (SGVSH) (5,0 %), Ostdeutscher Sparkassenverband (OSV) (16,5 %), Hanseatischer Sparkassen- und Giroverband (HSGV) (6,0 %), Sparkassen- und Giroverband Hessen-Thüringen (SGV HT) (3,0 %), Sparkassenverband Saar (SV Saar) (3,0 %) jeweils hälftig aufgeteilt.
Die FinanzIT hatte Standorte in Hannover (Hauptsitz), Berlin, Leipzig und Saarbrücken.
Kunden der FinanzIT waren Sparkassen, Landesbanken und andere Gesellschaften der Sparkassenfinanzgruppe, sowie die dwp Bank aus dem Geschäftsgebiet.
Im Sommer 2006 hatte die FinanzIT ein Kostensenkungsprogramm begonnen, das bis Ende 2008 jährlich 100 Millionen Euro sparen sollte. Da die FinanzIT der Sparkassenfinanzgruppe gehörte, sollte so unter anderem die Marktposition der Sparkassen gestärkt werden. Ziel war es, das FinanzIT-eigene Kernbanksystem durch ein anderes abzulösen. Dabei standen zwei Alternativen zur Debatte:
Die Marktlösung beinhaltete ein Kernbanksystem von der indischen Oracle-Tochter i-flex Solutions Limited oder von SAP.
Die zweite Alternative war eine Kooperation mit der Sparkassen Informatik und ein Umstieg auf deren Kernbanksystem OSPlus.
Maßgeblicher Akteur bei diesem Vorhaben war der damalige Vorstandsvorsitzende Thomas Noth.
Auf der Gesellschafterversammlung und Aufsichtsratssitzung am 23. Mai 2007 wurde beschlossen, dass die FinanzIT in Fusionsverhandlungen mit der Sparkassen Informatik eintritt. Die Marktlösung blieb als Notlösung (sogenannter „Fall-Back“) bestehen, falls die Verhandlungen zu keinem Ergebnis kommen sollten.

### Nach der Fusion
In einer ersten Pilotserie Mitte Mai 2009 migrierten zwei Sparkassen aus Thüringen und fünf aus Niedersachsen mit insgesamt rund 1,9 Millionen Konten vom Kernbankensystem der ehemaligen FinanzIT auf OSPlus (One System Plus), dem aus der ehemaligen Sparkassen Informatik stammenden Kernbankensystem der Finanz Informatik. In weiteren Serien wurden die meisten Sparkassen und Landesbanken der ehemaligen FinanzIT bis 2011 auf diese gemeinsame Plattform migriert.
Am 24. Mai 2012 beschloss der Aufsichtsrat der Finanz Informatik sowie die Gesellschafterversammlung die Schließung der Standorte Berlin, Leipzig, München, Nürnberg, Saarbrücken und Fellbach bis 2014. Bestehen bleiben sollen die Standorte Frankfurt, Hannover und Münster. Von der Konzentration auf drei Standorte erhofft sich das Unternehmen Kostenreduzierungen und Effizienzsteigerungen. Von den Standortschließungen sind rund 1600 der 4300 FI-Beschäftigten betroffen, davon in München rund 600 Beschäftigte, in Fellbach 474, in Berlin 459 sowie jeweils rund 30 in Nürnberg und Leipzig.
Am 17. Oktober 2013 wurde der Gesamtbetriebsrat der Finanz Informatik auf dem Deutschen BetriebsräteTag in Bonn für sein Engagement rund um die Standortschließungen und den von ihnen erkämpften, innovativen sowie in der Finanzbranche bisher einzigartigen Tarifsozialplan mit dem Deutschen Betriebsräte-Preis 2013 in Silber ausgezeichnet.
Zum Rechenzentrum in Münster besteht ein Backup-Rechenzentrum in Greven, es wurde Mitte der 2010er Jahre erweitert. Zum Rechenzentrum in Hannover wurde Mitte der 2010er Jahre das Backup-Rechenzentrum in Pattensen gebaut und in Betrieb genommen.

## Gesellschafter
- IZB Soft (16,5 %)
- SI BW (16,5 %)
- Rheinischer Sparkassen- und Giroverband (RSGV) (12,2 %)
- Sparkassenverband Westfalen-Lippe (SVWL) (10,9 %)
- Sparkassenverband Niedersachsen (SVN) (8,6 %)
- Ostdeutscher Sparkassenverband (OSV) (8,6 %)
- Landesbank Berlin (LB Berlin) (7,9 %)
- Sparkassen- und Giroverband Hessen-Thüringen (SGV HT) (7,2 %)
- Sparkassenverband Rheinland-Pfalz (SVRP) (4,3 %)
- Hanseatischer Sparkassen- und Giroverband (HSGV) (3,1 %)
- Sparkassen- und Giroverband für Schleswig-Holstein (SGVSH) (2,6 %)
- Sparkassenverband Saar (SV Saar) (1,6 %)

## Beteiligungen
Die nachfolgenden Unternehmen sind 100%ige Tochterunternehmen der Finanz Informatik
- Finanz Informatik Solutions Plus GmbH, Frankfurt (vormals 1822 S iNFORM Software GmbH)

- FinanzIT Servicegesellschaft mbH, Berlin

- Finanz Informatik Technologie Service GmbH & Co. KG, Haar
- Finanz Informatik Technologie Service Beteiligungsgesellschaft mbH, Aschheim
- S-Commerce Geschäftsführungs-GmbH, Frankfurt
- Star Finanz-Software Entwicklung und Vertriebs GmbH, Hamburg
- Web Computing GmbH, Münster

An der inasys Gesellschaft für Informations- und Analyse-Systeme mbH, St. Augustin ist die Finanz Informatik mit 98 % beteiligt.
Daneben gibt es weitere Beteiligungen, an denen die Finanz Informatik 50 % oder weniger der Anteile hält.

## Standorte
Der Hauptsitz der Finanz Informatik ist Frankfurt am Main. Als letzter Lückenschluss in einer Reihe von gewerblichen Neubauten entstand in Frankfurt-Bockenheim in der Theodor-Heuss-Allee 90-98 auf dem Gelände der ehemaligen Union-Druckerei (vormals Druckstätte der Frankfurter Rundschau), der heutigen City-West, ein 70 Meter hohes Bürohochhaus als neuer zentraler Firmensitz, welcher als „Drehscheibe Frankfurt“ bezeichnet wird. Eine zentrale, sechsgeschossige Halle stellt „das Fenster zur Stadt“ dar. Rund 500 Mitarbeiter arbeiten hier auf einer Nutzfläche von 19.200 m². Generalplaner und Architekt war die MOW Generalplanung GmbH in Frankfurt am Main.
Vor dem Gebäude steht ein Kunstwerk des Künstlerduos Dellbrügge & de Moll mit dem Titel „Morse by Horse“. Es handelt sich dabei um ein sechs Meter hohes Reiterstandbild, das einer Spielzeugfigur nachempfunden ist. Als zweites Element kommen zwei 9,60 Meter hohe Signalleuchten dazu. Eine steht auf dem Vorplatz, die andere in der Empfangshalle des Gebäudes. Die Signalleuchten kommunizieren Witze per Morsezeichen miteinander.
Die Standorte Duisburg, Karlsruhe und Mainz wurden im Rahmen einer durch die Sparkassen Informatik initiierten Konsolidierung am 30. September 2008 geschlossen. Im Zuge der Schließungen wurde auch am Standort Köln massiv Personal abgebaut und der Standort am 31. Dezember 2012 endgültig geschlossen. Damit wurde eine erste Standortkonsolidierung abgeschlossen.
Eine weitere Standortkonsolidierung führte zur Schließung der Standorte Berlin, Köln, Leipzig, München, Nürnberg, Saarbrücken und Fellbach bei Stuttgart. Neben dem Unternehmenssitz Frankfurt blieben die Rechenzentren in Münster und Hannover erhalten.

## Kunden und Geschäftsfeld
Kunden der Finanz Informatik sind 343 Sparkassen, fünf Landesbausparkassen, sechs Landesbanken, die DekaBank, öffentliche Versicherer und weitere Unternehmen der Sparkassen-Finanzgruppe und der Finanzbranche.
Die Finanz Informatik bietet unterschiedliche IT-Leistungen rund um die Entwicklung, Produktion und Bereitstellung von Banking-Lösungen (Kernbanksystem, Online- und Mobile-Banking). Unter dem Produkt ITServicesComfort fasst die Finanz Informatik das Outsourcing von Betriebs- und Serviceprozessen zusammen.